# Bogdan Boner: Exorzist
Bogdan Boner: Exorzist ist eine polnische animierte Serie, die auf Netflix veröffentlicht wurde.

## Inhalt
Die Serie folgt den Abenteuern von Bogdan Boner, einem alkoholaffinen, selbsternannten Exorzisten, der gegen verschiedene übernatürliche Bedrohungen kämpft. Unterstützt wird er dabei von seinem unbezahlten Assistenten Marcinek, dem Dämon Domino und dem ehrgeizigen Priester Piotr Natan. Gemeinsam stellen sie sich den dunklen Mächten.

## Produktion
Die Serie wurde von SPInka Film Studio produziert und feierte ihre Premiere am 1. November 2017 auf der Plattform Showmax. Nach der Einstellung von Showmax in Polen wurden die Episoden kurzzeitig auf Youtube veröffentlicht, bevor sie aufgrund von Urheberrechtsverletzungen entfernt wurden. Seit dem 23. Dezember 2019 ist die Serie auf Netflix verfügbar, wobei spätere Staffeln unter dem Titel Bogdan Boner: Egzorcysta veröffentlicht wurden. In  Deutschland erschien die Serie am 20. Juli 2022 ebenfalls auf Netflix.
Bartosz Walaszek fungierte nicht nur als Schöpfer der Serie, sondern übernahm auch die Regie, das Drehbuch und die Musik. Er lieh zudem fast allen Charakteren seine Stimme.

## Synchronisation
Die deutsche Synchronisation entstand bei der Oxygen Sound Studios GmbH, unter der Dialogregie und nach einem Dialogbuch von Bartosz Bludau.
| Rolle         | Originalsprecher | Deutsche Sprecher |
| ------------- | ---------------- | ----------------- |
| Bogdan Boner  | Bartosz Walaszek | Marko Bräutigam   |
| Domino        | Bartosz Walaszek | Imme Aldag        |
| Marcin Łopian | Bartosz Walaszek | Philipp Lind      |
| SatAnus       | -                | Marco Rosenberg   |